# Неринг, Иоганн Арнольд
Иоганн Арнольд Неринг (нем. Johann Arnold Nering; 13 января 1659, Везель — 21 октября 1695, Берлин) — придворный бранденбургско-прусский архитектор.
Родился в Везеле в семье юриста и бургомистра города Лоуренса Неринга и Сузанны Кнобб. В 1676 году получил стипендию от бранденбургского курфюрста Фридриха Вильгельма на обучение строительству крепостных сооружений. Годом позже в 1677—1679 годах на средства курфюрста Неринг совершил поездку в Италию, где познакомился с величайшими архитектурными памятниками того времени.
В 1678 году Неринг был зачислен на инженерную службу в Бранденбурге. В это же время он работал с Михаэлем Маттиасом Смидсом, голландцем на бранденбургской службе, над проектом Городского дворца в Берлине (в частности — Алебастровый зал нем. Alabastersaal).
Уже в 1682 году архитектор участвовал в строительстве Кёпеникского дворца, где спроектировал главные ворота, дворцовую капеллу (1682—1685) и галерею.
Курфюрст Фридрих Вильгельм (1620—1688) назначил в 1684 году Неринга обер-инженером, а в 1685 г. — инженер-оберстом в Генеральном штабе. В 1688—1695 гг. вплоть до своей смерти являлся членом строительной комиссии (по вопросам планировки и строительства городских домов и др.). В 1691 г. становится Главным строительным директором (нем. Oberbaudirektor).
Супруга курфюрста Фридриха III София Шарлотта поручила Нерингу построить недалеко от деревни Литце (отсюда и первое название дворца — Литценбург) на Шпрее летний дворец, названный впоследствии «Шарлоттенбургский дворец». Неринг возвёл небольшое двухэтажное здание с одиннадцатью окнами, обращёнными на север в сад, выступающий овальным залом, увенчанным куполом. В дальнейшем дворец многократно перестраивался, пока не получил свой нынешний облик.
Именем архитектора в 1892 году была названа улица недалеко от Шарлоттенбургского дворца.

## Основные работы
- 1679—1681:

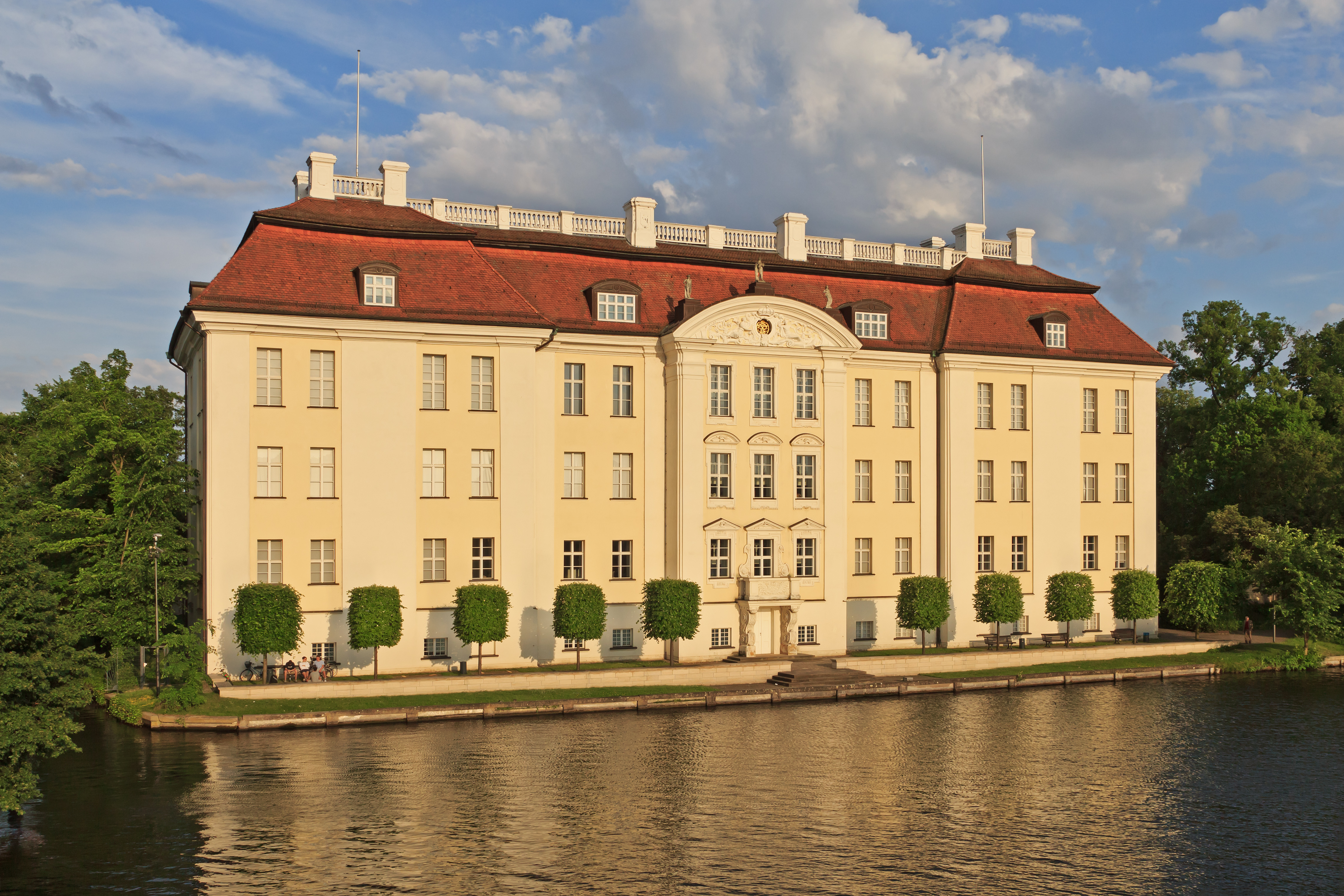
Дворец Кёпеник

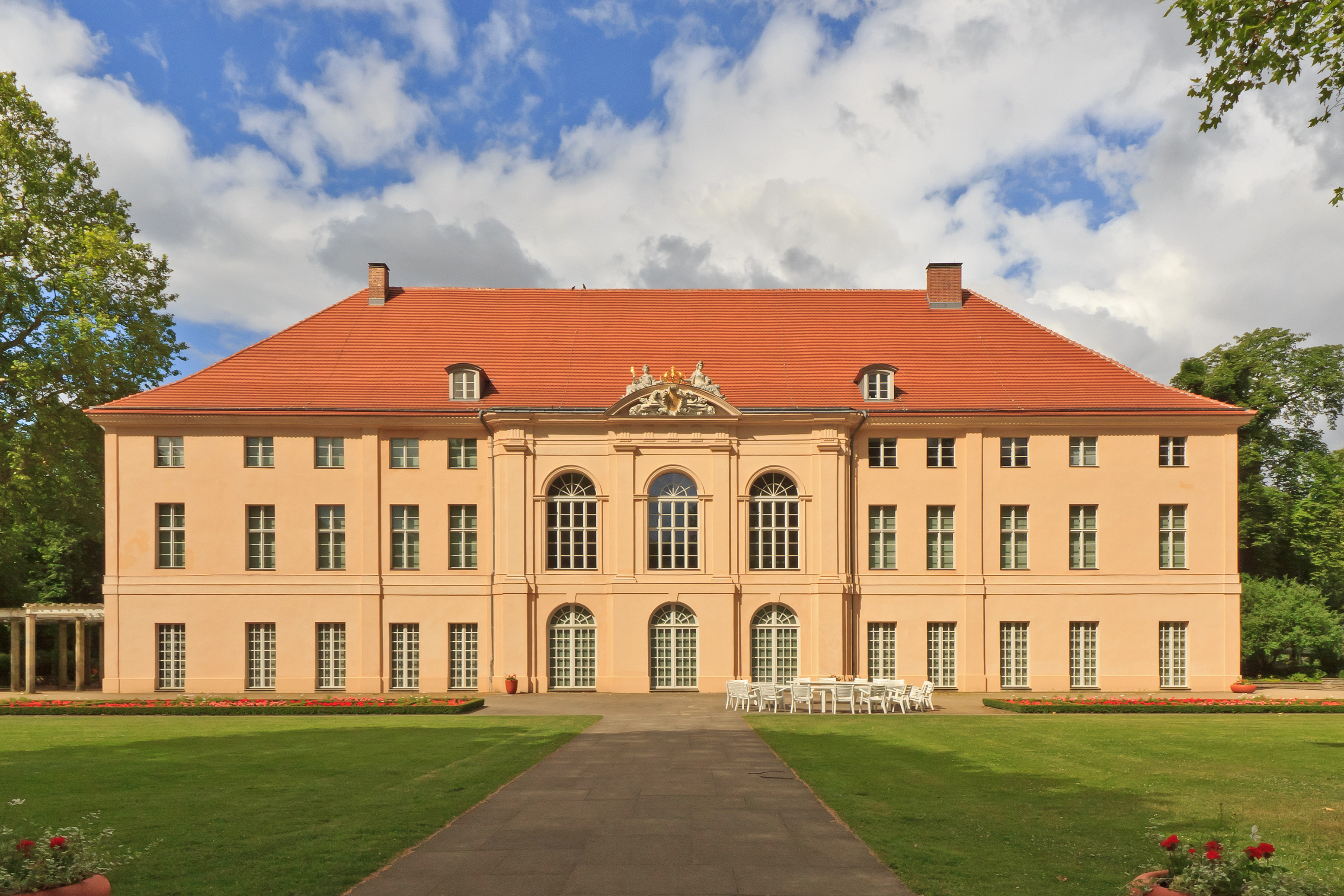
Дворец Шёнхаузен

Дворец Шарлоттенбург

  - дворец Ораниенбург (продолжил строительство после смерти архитектора Иоганна Грегора Мемхардта),
  - Городской дворец в Потсдаме (участвовал в разработке проекта)
- 1681—1685 Алебастровый зал в Берлинском городском дворце
- 1682—1685 Дворцовая капелла в Кёпенике
- 1683 Ворота в Лейпциге
- 1685 Проект Померанцевого домика в Люстгартене
- 1687:
  - Аркада моста Мюлендаммбрюкке (нем. Muhlendammbrucke в Берлине
  - Флигель библиотеки в Люстгартене
  - Проект Бургкирхи в Кёнигсберге (не сохранилась)
- 1687—1688 Завершение строительства курфюрстерского маршала Шведта Нёйера
- 1688:
  - Дворец фельдмаршала Дёрфлингера
  - Проект оформления траурной церемонии похорон Фридриха Вильгельма
- 1689 Дворец кронпринцев
- 1690 Охотничий домик (Берлин)
- 1691—1693 Дворец Шёнхаузен (перестройка)
- 1692—1694 Длинный мост в Берлине
- 1693 Проект дворца Фридрихсхоф (Гросс-Гольштейн) под Кёнигсбергом
- 1694—1695 Дворец Розенфельд для Бенджамина Рауля (дворец Фридрихсфельде)
- 1695 Проект Шарлоттенбургского дворца